# Araneomorphae
Araneomorphae är en systematisk grupp i ordningen spindlar. Den bildar tillsammans med infraordningen Mygalomorphae underordningen Opisthothelae som i sin tur är systertaxon till ledspindlarna. För närvarande räknas omkring 36 000 arter till djurgruppen som är fördelade på cirka 95 familjer. I december 2004 fanns endast i Centraleuropa 1 310 arter. Araneomorphae delas därför i parvordningar, överfamiljer, familjer och underfamiljer men egentligen räcker den klassiska indelningen enligt Linnés modell inte till för att beskriva alla släktskapsförhållanden. En omfattande kladistisk analys saknas för närvarande.
Alla spindlar som tillhör denna grupp livnär sig av insekter och de är inte skadliga för människor.
För underordnade taxa se: Tabell över spindelfamiljer.